# La Vôge-les-Bains
La Vôge-les-Bains es una comuna nueva francesa situada en el departamento de Vosgos, de la región de Gran Este.

## Historia
Fue creada el 1 de enero de 2017, en aplicación de una resolución del prefecto de Vosgos de 5 de diciembre de 2016 con la unión de las comunas de Bains-les-Bains, Harsault y Hautmougey, pasando a estar el ayuntamiento en la antigua comuna de Bains-les-Bains.

## Demografía
| Gráfica de evolución demográfica de La Vôge-les-Bains entre 1800 y 2020 |
|                                                                         |

Los datos entre 1800 y 2013 son el resultado de sumar los parciales de las tres comunas que forman la nueva comuna de La Vôge-les-Bains, cuyos datos se han cogido de 1800 a 1999, para las comunas de Bains-les-Bains, Harsault y Hautmougey de la página francesa EHESS/Cassini. Los demás datos se han cogido de la página del INSEE.

## Composición
| Comuna delegada | Código INSEE | Población (2013) | Superficie (km²) | Densidad (hab./km²) |
| --------------- | ------------ | ---------------- | ---------------- | ------------------- |
| Bains-les-Bains | 88029        | 1204             | 25.37            | 47                  |
| Harsault        | 88234        | 381              | 10.85            | 35                  |
| Hautmougey      | 88235        | 149              | 7.87             | 19                  |